# Strzeżysława (zm. 987)
Strzeżysława, Adilburga, czes. Střezislava (zm. 987) – księżna libicka, żona Sławnika.

## Życiorys
Pochodzenie Strzeżysławy budzi kontrowersje w historiografii. Według jednej z hipotez pochodziła z dynastii Przemyślidów i miała być córką księcia czeskiego Wratysława I i Drahomiry, bądź jego syna Bolesława I Srogiego. Obecnie uważa się, że Strzeżysława była księżniczką kuřzimską, córką lub siostrą księcia Radosława. Małżeństwo Strzeżysławy i Sławnika zostało zawarte około 950 i pochodziło z niego sześciu synów:
- Sobiesław,
- Spytymir,
- Pobrasław,
- Poraj,
- Czesław,
- Święty Wojciech.

Datę zgonu Strzeżysławy odnotował pod rokiem 987 czeski kronikarz, Kosmas z Pragi.